# 臼杵站

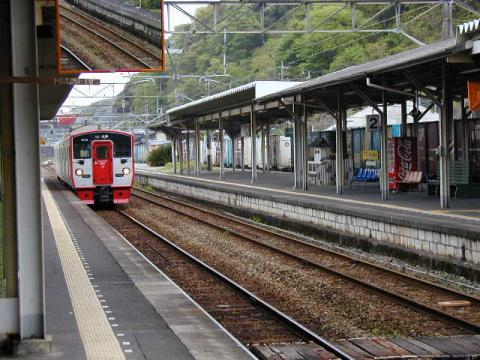
月台(2004年7月)

臼杵站（日语：／ Usuki eki */?）是位於大分縣臼杵市添，九州旅客鐵道（JR九州）的日豐本線車站。事務管號碼為▲920538。此站為臼杵市中心車站，所有列車停站。大約半數普通列車於此站折返往大分方向。本站是由JR九州服務支援管理的業務委託車站，設有綠色窗口。

## 車站構造

### 站房

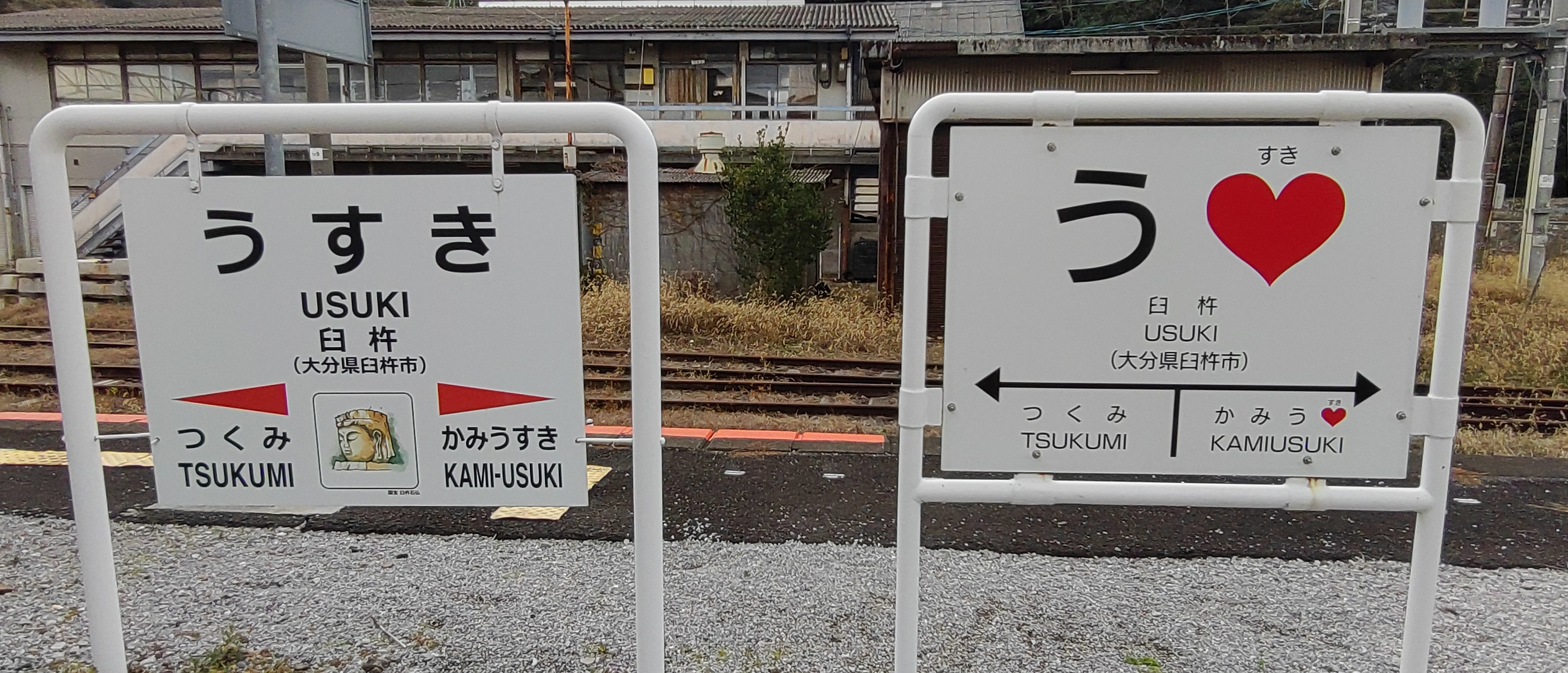
站名牌（2024年1月）

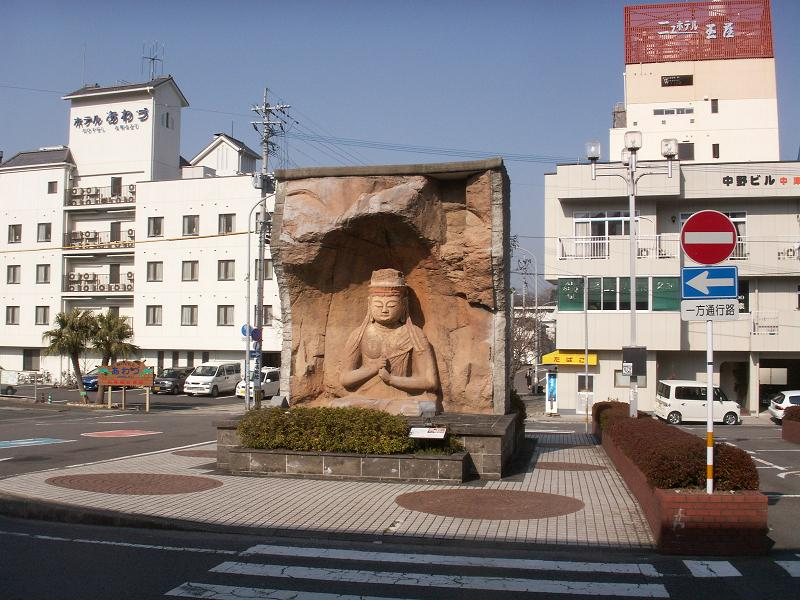
站前石佛複製品(2007年1月)

以水泥建成的兩層高站房一座，但二樓只限於站房中央部份，且只位於站務室上方。進站後，中間為樓高兩層的售票大堂及通道，左側前端為缺角，置於街外，為一般的休惒座椅，正門左側為觀光中心的攤位，後方為候車室及物產攤檔商店，右側前端為自動售票機，後端為兼處理綠窗口的售票櫃位及驗票窗口，中央為人手驗票式閘口。二樓部份不對外開放。通過閘口後，可直接到達側式月台，或沿左側的密封式行人天橋前往島式月台。
站外左側則設有一座男、女獨立洗手間，而站前廣場亦放置了一個以日本國寶臼杵石佛中的「大日如來像」石窟複制版本。

### 月台
設有側式月台及島式月台各一座，可提供2面3線的線路。側式月台長220米，而島式月台則達240米，即最大的有效長度為12輛。而由天橋口起亦有長度達80米的月台上蓋。月台之間設有行人天橋連接。現時，除了側式月台（1號月台）外，島式月台均未有無障礙設施。而兩邊天橋下的底座均另設有儲物用的倉庫。島式月台外側（3號月台）另設有2條側線，可用作暫時車輛停泊處，或是保線列車使用。
原則上，所有下行列車均使用1號月台，而上行列車，則3個月台都會使用。其中，3號月台多為以本站起訖的區間列車發車月台，列車不用交會時則有機會使用1號月台，其餘多採用2號月台。
側式月台近驗票口放置了一塊《早春賦》的手抄木板，用以紀念歌曲的作詞者吉丸一昌，吉丸出身於未合併於臼杵市前的北海部郡海添村。歌碑左側則有展示櫃。而另一邊則掛上現於臼杵市居住的畫家北村直登的歡迎畫板。而島式月台上除了擺放一般的獨立座位式的塑膠候車座椅外，亦有以城下町城牆樣貌的候車座椅，以及臼杵石佛頭像的擺設。
本站的平假名寫法是，其中因有「喜歡」的意思；另外，臼杵市於2018年起也發起了的旅遊推廣活動。因此，本站和鄰站上臼杵一樣，除了現時採用的豎立式站牌模式外，約於2018年起，把島式月台上原作為介紹附近景點指示牌，改裝為國鐵時代以平假名為主的站牌款式。其中，站名中的，都會更換成為紅色心形符號（♥），再在上面標示平假名，變成為「。而這站牌定期都會進行翻新，例如2020年起便在旁邊則印上持着弓箭、代表小愛神的邱比特，並一度把心形換成線條釣畫，後來改回原型；亦曾採用牛郎織女的構圖等。 
| 月台 | 路線      | 上下行 | 方向                                           | 備註                                                        |
| ---- | --------- | ------ | ---------------------------------------------- | ----------------------------------------------------------- |
| 1    | ■日豐本線 | 下行   | 佐伯、延岡、宮崎方向                           | 全部班次                                                    |
| 1    | ■日豐本線 | 上行   | 大分、中津、博多方向                           | 少部份特急及普通班次                                        |
| 2･3  | ■日豐本線 | 上行   | 大分、龜川、日出、中山香、中津、小倉、博多方向 | 上行特急列車只使用2號月台 從此站起訖的普通列車多使用3號月台 |

## 歷史
- 1915年8月15日：鐵道院豐州本線由幸崎延伸至本站，開業，為終點站[5]。
- 1916年10月25日：豐州本線由本站伸延至佐伯，本站成為中途站[6]。
- 1987年4月1日：隨國鐵分割民營化，車站由九州旅客鐵道（JR九州）營運。
- 2015年3月14日：實施時間表修正，從大分站出發的尾班列車延長至此站，到達時間為翌日0時22分。
- 2017年：

- 4月1日：由直營車站改為業務委託車站。
- 9月17日：受到颱風泰利影響，全線整日停運，車站內出現水浸。
- 9月19日：臼杵站至延岡站之間不通，開設代行巴士（各站停車）來往臼杵站至佐伯站之間。
- 9月20日：開設臼杵站至延岡站之間，只停特急停車站的代行巴士，並停靠此站。
- 9月25日：只停特急停車站的代行巴士班次停止。
- 12月18日：臼杵站至佐伯站之間重開，代行服務終止。

- 2023年10月1日：由業務委託站昇格為直營站[12]。

## 使用狀況
在2023年度，1日平均乘車人次為592人。
| 乘車人員變遷 | 乘車人員變遷 |
| 年度         | 1日平均人次  |
| ------------ | ------------ |
| 2000         | 815          |
| 2001         | 834          |
| 2002         | 800          |
| 2003         | 747          |
| 2004         | 718          |
| 2005         | 698          |
| 2006         | 711          |
| 2007         | 725          |
| 2008         | 745          |
| 2009         | 700          |
| 2010         | 700          |
| 2011         | 673          |
| 2012         | 713          |
| 2013         | 763          |
| 2014         | 729          |
| 2015         | 740          |
| 2016         | 700          |
| 2017         | 682          |
| 2018         | 676          |
| 2019         | 674          |
| 2020         | 575          |
| 2021         | 538          |
| 2022年       | 559          |
| 2023年       | 592          |

## 巴士路線
在站前設有臼津交通巴士站，設有各巴士路線。
另外，在站前也設有大分巴士大分－臼杵石佛－臼杵市政廳線的「臼杵站」巴士站。
此站曾經設有JR九州巴士臼三線，為起點巴士站。在2007年（平成19年）3月31日廢止，車站鄰接的JR九州巴士大分分店關閉。
- 大分巴士（日语：大分バス）
  - 臼杵石佛（日语：臼杵磨崖仏）[1]、戶次、大分縣立醫院、大分方向
- 臼津交通（日语：臼津交通）
  - 泊内方向、佐志生（黑島入口）、佐賀關方向，大濱、中津浦方向，木保佐・白川醫院方向，乙見、風連鍾乳洞方向
- 臼津交通（日语：臼津交通）、大野竹田巴士（日语：大野竹田バス）（臼三線替代路線）
  - 臼杵石佛、野津、三重方向

## 相鄰車站
九州旅客鐵道
■日豐本線
- 特急「日輪」「日輪喜凱亞」「音速」停車站。

上臼杵－臼杵－（德浦信號場）－津久見

## 外部連結
- JR九州臼杵站 （页面存档备份，存于）